# 西川作平
西川 作平（にしかわ さくへい、1842年 - 1918年）は、近江国愛知郡斧磨村（現在の滋賀県愛荘町）出身の篤農家、林業家。

## 概要
江戸時代末期、西川の暮らす集落の周辺の山々は、薪や木炭採取などの伐採圧力によりはげ山化。降雨のたびに土砂流出が発生し、慢性的な土砂災害の被害を受けていたことから植林を思い立つ。幾度も失敗を繰り返した後、土壌が流亡した土地でも生育するヒメヤシャブシを見いだし、自ら植林活動を進めるとともに周辺の集落に配った。風化が進みやすい花崗岩質で荒廃しやすく、日本三大はげ山県の一つとされた滋賀県の山々に緑を取り戻すきっかけをつくったばかりでなく、日本における緑化技術の礎を築いた人物として知られる。以後、ヒメヤシャブシは、明治時代から21世紀の現代に至るまで砂防事業、治山事業のほか、様々な工事の法面緑化に用いられている。

## 石碑
雨曽川ダムの上流側に西川の業績をたたえる石碑が残されているほか、田上山の「近代砂防発祥地・砂防先人の碑」においても顕彰されている。